# Gilli Smyth
Pour les articles homonymes, voir Smyth.

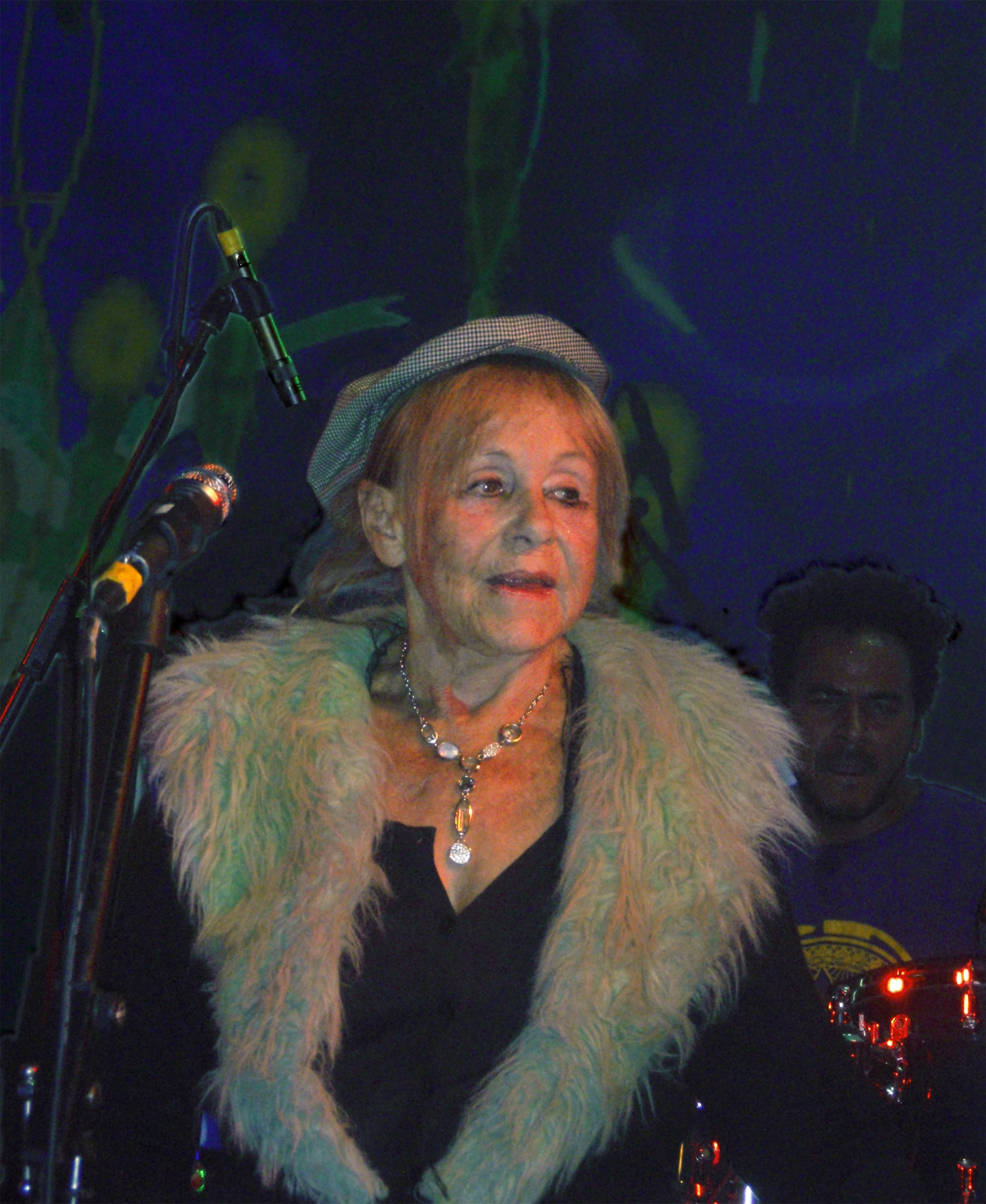
Gilli Smyth en 2009.

Gillian Mary Smyth dite Gilli Smyth (née à Londres (Angleterre) le 1er juin 1933 et décédée à Byron Bay (Nouvelle-Galles du Sud) le 22 août 2016) est une chanteuse et auteure-compositrice britannique. Elle fut la conjointe et la partenaire de Daevid Allen, avec lequel elle a fondé le groupe Gong, ils ont eu deux enfants ensemble, Tasmin Smyth et Orlando Allen qui sont aussi musiciens.

## Biographie
Gilli Smyth est l'une des membres fondateurs de la « communauté musicale » internationale Gong avec, entre autres, l'Australien  Daevid Allen, le Britannique Pip Pyle et le Français Didier Malherbe. Plus tard, se joindraient au groupe d'autres grands musiciens, tels que le guitariste Steve Hillage, le bassiste Mike Howlett et le claviériste Tim Blake, ainsi que les percussionnistes Pierre Moerlen et son frère Benoit.
Elle créa, avec Harry Williamson, un artiste proche d'Anthony Phillips ex-Genesis, son propre groupe Mother Gong en 1978 confirmant, si besoin, son empreinte sur la mouvance Gong, qui est devenue une référence du space rock (ou rock planant) et qui a été un des phénomènes de la scène française des années 1970. Gilly a aussi enregistré un album avec Anthony Phillips, Harry Williamson et Didier Malherbe, intitulé « Battle Of The Birds: A Celtic Tale ». On y retrouve John Hackett le frère de Steve Hackett, Hugh Hopper un ancien de Soft Machine et le batteur de Van Der Graaf Generator, Guy Evans.

## Discographie

### Solo
- Mother - 1978 - (Avec Daevid Allen)
- Politico - Historico - Spirito - 1994
- It's all a dream - 2001
- Paradise - 2012

### Daevid Allen / Banana Moon Band / Gong
- Je Ne Fum' Pas Des Bananes - 1992
- Bananamoon Band - 2014

### Gong
- Voir la discographie de Gong : https://www.discogs.com/fr/artist/10346-Gong

### Mother Gong
- Albums Studio
- Fairy Tales - 1979
- Robot Woman - 1981
- Robot Woman 2 - 1982
- Robot Woman 3 - 1986
- Buddha's Birthday - 1988
- Fish In The Sky - 1988
- The Owl And The Tree - 1990
- Wild Child - 1991
- She Made The World Magenta - 1993
- Eye - 1994

- Albums Live :
- Live In Usa 79 - 1982
- Live 1991 - 1991
- Live 1991-1992 - 1992
- Glastonbury Festival 1979 - 1981 - 2005
- Mother Gong 2006 - 2006
- O Amsterdam - 2007

- Compilations :
- Every Witches Way - 1993
- Tree In Fish - 1994 (Boxset)
- The Best Of Mother Gong - 1997
- Daevid Allen/Mother Gong : Australia Aquaria: She / Wild Child - 2001

### Planet Gong
- Live Floating Anarchy 1977 - 1978

### Mother Gong & Dave Sawyer
- W.F.M. - 1982 - Avec Guy Evans de Van Der Graaf Generator.

### Invisible Opera Company Of Tibet
- Invisible Opera Company Of Tibet - 1991 - Avec Daevid Allen

### Glo
- Even As We - 1995

### Goddess Trance
- Goddess Trance - 1996 - Avec Daevid & Orlando Allen
- Electric Shiatsu - 1999 - Avec Daevid & Orlando Allen

### Gong Matrices
- Parades - 2004

### Acid Mothers Gong
- Live In Nagoya - 2006 - Coffret 5 CD
- Live Tokyo - 2006
- Acid Mothers Gong Live @ Uncon 06 - 2008

### Autres
- Daevid Allen, Gilli Smyth, Harry Williamson : Stroking The Tail Of The Bird - 1990
- Daevid Allen / Gilli Smyth : Deya Daze 1976-1979 - 1990
- Anthony Phillips And Harry Williamson With Didier Malherbe Narrated By Gilli Smyth : Battle Of The Birds: A Celtic Tale - 2004  - Avec John Hackett, Didier Malherbe, Hugh Hopper, Guy Evans, etc.
- Gong Matrices - Gilli Smyth : Parade - 2004
- Gilli Smyth & Daevid Allen : Short Tales & Tall  - 2005
- Gilli Smyth, Daevid Allen & Orlando Allen : I Am Your Egg - 2005
- Daevid Allen & Gilli Smyth With The Soft Machine Family : Live At The Roundhouse 1971 - 2012